# Jenakijeweć Jenakijewe
Jenakijeweć Jenakijewe (ukr. Міні-Футбольний Клуб «Єнакієвець» Єнакієве, Mini-Futbolnyj Kłub "Jenakijeweć" Jenakijewe) – ukraiński klub futsalu z siedzibą w Jenakijewe w obwodzie donieckim, występujący w futsalowej Ekstra-lidze Ukrainy.

## Historia
Chronologia nazw:
- od 2000: Jenakijeweć Jenakijewe (ukr. «Єнакієвець» Єнакієве)

Klub futsalu Jenakijeweć Jenakijewe został założony 22 grudnia 2000.
W sezonie 2000/01 zdobył mistrzostwo i Puchar obwodu donieckiego. W 2001 debiutował w Drugiej Lidze, w której zajął pierwsze miejsce. Tak jak klub z Wyższej Lihi Ukrtełekom Donieck zrezygnował z udziału w mistrzostwach, Jenakijeweć zajął jego miejsce i w 2002 debiutował w Wyższej Lidze.
W 2007 roku klub osiągnął swój pierwszy najwyższy sukces - zdobył Puchar i Superpuchar Ukrainy.
Obecnie gra w najwyższej klasie rozgrywek ukraińskiego futsalu.

## Sukcesy
Sukcesy krajowe
- Mistrzostwo Ukrainy:
  - 3 miejsce (4x): 2003/04, 2004/05, 2007/08, 2008/09
- Puchar Ukrainy:
  - zdobywca (1x): 2006/07
  - finalista (2x): 2007/08, 2009/10
- Superpuchar Ukrainy:
  - zdobywca (1x): 2007
- Pozostałe sukcesy:
- Międzynarodowy Turniej "Puchar Wyzwolenia" (w Charkowie):
  - 1 miejsce (1x): 2005
  - 2 miejsce (1x): 2003
  - 3 miejsce (1x): 2004
- Międzynarodowy Turniej "Puchar Wielkiego Dniepra":
  - 1 miejsce (1x): 2006